# News1
News1（韓語：뉴스1）是大韩民国一家私營新聞通讯社， 於2011年4月11日成立。總部位於首爾特別市鐘路區。News1由韓國今日早報創辦。News1是國際記者聯盟以及韓國記者協會的成員。News1與路透社、法新社有合作關係。News1還在韓國全國17個都市和地區建立了記者站。

## 爭議
2020年7月，一名記者在未經事實核查的情況下發佈虛假信息，因此引起爭議，但該記者卻被News1評為最優秀記者。

## 外部鏈接
- 官方网站